# Euxoa perfusca
Euxoa perfusca är en fjärilsart som beskrevs av Augustus Radcliffe Grote 1883. Euxoa perfusca ingår i släktet Euxoa och familjen nattflyn. Inga underarter finns listade i Catalogue of Life.